# Johannes von Wildeshausen
Johannes von Wildeshausen (auch Johannes Teutonicus oder Johannes Teutonikus; * um 1180 in Wildeshausen bei Oldenburg; † 4. November 1252 in Straßburg) war Ordensmeister der Dominikaner. Er förderte die Vereinheitlichung der dominikanischen Liturgie sowie Veränderungen der Generalkapitel.

## Leben
Johannes wurde um 1180 in Wildeshausen bei Oldenburg geboren. Wahrscheinlich entstammte er dem Oldenburg-Wildeshauser Grafengeschlecht. Er studierte Theologie und Jurisprudenz in Paris und Bologna. Vermutlich wurde er vom Heiligen Dominikus in Bologna spätestens 1220 in den Orden aufgenommen. Seit dem Jahr 1224 begleitete Johannes Teutonicus den päpstlichen Legaten Konrad von Urach durch Deutschland und trat 1225 als Kreuzzugsprediger für den geplanten Zug Kaiser Friedrichs II. in Süddeutschland in Erscheinung. Er war persönlicher Beichtvater und Vertrauter Papst Gregors IX. und begleitete häufig päpstliche Gesandtschaften. So vermittelte er im Konflikt zwischen den Stedingern und dem Erzbischof von Bremen im Stedingerkrieg.
Von 1231 bis 1233 war er Provinzial in Ungarn und von 1233 bis 1237 Bischof von Bosnien, wo er unter Versprechung ähnlicher Ablässe und Privilegien wie für Kreuzfahrer eine Ketzerbewegung der patarenischen Sekte eindämmen konnte. Danach ging er wiederum als Gesandter Gregors IX. zu Iwan Assen II., um diesen zu einem Bündnis gegen das griechisch-orthodoxe Kaiserreich Nikaia zu bewegen, was letztlich aber scheiterte. Von 1238 bis 1240 war Johannes Teutonicus Provinzial der Lombardei. Im folgenden Jahr, 1241, wurde er in Paris zum Ordensmeister gewählt („Frater magister episcopus“). Er war damit der dritte Nachfolger des hl. Dominikus in dieser Funktion. In der Folge predigte Johannes Teutonicus in fünf Sprachen und unterhielt gute Beziehungen zur römischen Kurie.
Er veranlasste zwei wichtige Änderungen der Konstitutionen (Satzung) durch die Generalkapitel. Die Generalkapitel finden nicht mehr abwechselnd in Bologna und Paris statt, sondern auch in anderen Orten; so 1245 in Köln, 1247 in Montpellier, 1249 in Trier und 1250 in London. Paris verlor zudem sein Hochschulmonopol. Es wurden 1248 neue Generalstudien in Montpellier, Bologna, Köln und Oxford errichtet.
Die besondere Bedeutung Johannes Teutonicus’ liegt jedoch auf dem Gebiet des Ordenslebens. Er vereinheitlichte nicht nur die dominikanische Liturgie, sondern gab der Ordensgesetzgebung eine festere Struktur. Predigt, Mission und Studium wurden von ihm gefördert.

## Werke
- Epistolae ad sorores S. Agnetae Bononiensis.[2]